# せと観光ボート
せと観光ボート（せとかんこうボート）は、高速船を運航する海運会社である。1999年から2011年にかけて、他社の廃止航路を代替する形で定期航路を運航したが、2023年現在、定期航路からは撤退している。

## 会社概要
- 本社　広島県呉市[1]。
- 主要事業　海上タクシー、ダイバー船、観光貸切船

## かつて運航していた航路
2011年8月21日まで一般旅客定期航路を運航していたが、撤退し、海上タクシーなどの運航に事業を縮小した。すべて旅客船(高速船)による運航である。
- 三原港 - 今治港

瀬戸内海汽船と昭和海運による三原・今治国道フェリーの廃止を受けて開設された。
1999年3月1日運航開始、2007年1月20日運航休止。
- 仁方港 - 宮盛港（上蒲刈島） - 豊島港 - 久比港 - 大長港 - 今治港

山陽商船・広今あきなだ高速の(広島・呉 -) 大長 - 今治航路の廃止を受けて開設された。
2008年11月20日、下記の航路に変更。
- 川尻港 - 豊島港（豊島） - 久比港（大崎下島） - 大長港（大崎下島） - 今治港

豊島大橋開通に伴い航路の存廃が取りざたされていたが、本州本土側の発着港を、JR呉線の駅が近い川尻港に移して乗客増を図っていた。2010年12月1日、下記の航路に変更。
- 呉中央桟橋 - 豊島港（豊島）- 大長港（大崎下島）- 御手洗港（大崎下島）- 今治港

広島市方面への連絡が容易なJR呉線の呉駅に近い呉中央桟橋を発着港に変更した。
2011年3月23日をもって、呉中央桟橋 - 豊島港（豊島）間の運航を廃止した。
- 大長港（大崎下島）- 御手洗港（大崎下島）- 今治港

定期航路の最終形態。2011年3月24日から2011年8月21日まで運航を行った。

## 船舶

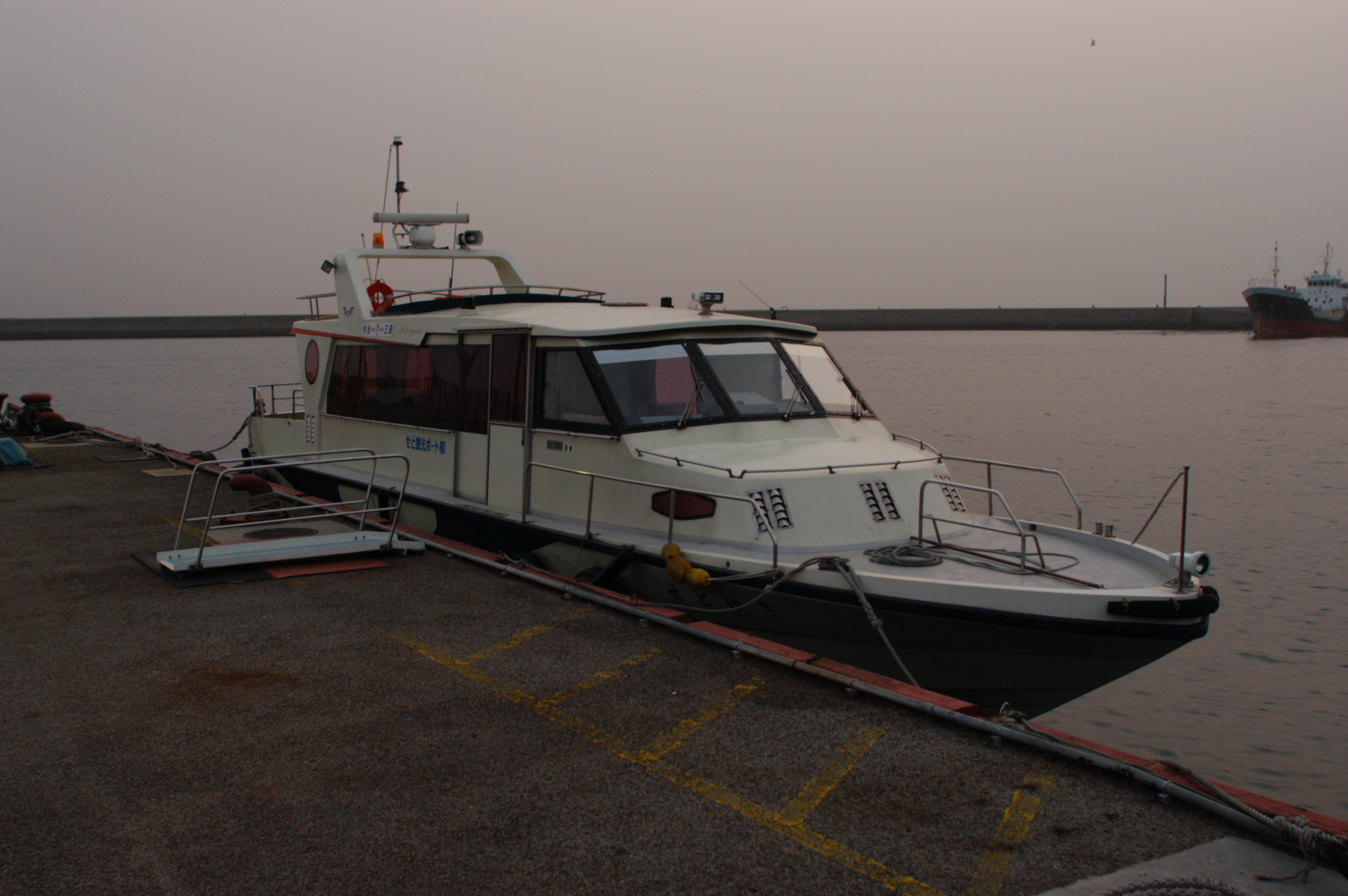
せとゆき

- スーパーせと[3]

1997年竣工、10総トン、旅客定員12名
1999年3月1日、三原 - 今治航路に就航。
- せとひめ (初代)

- せとゆき[5]

1999年7月13日竣工、大本造船建造。
14総トン、全長14.9m、幅3.1m、深さ1.5m、ディーゼル2基、機関出力820ps、航海速力35ノット、旅客定員12名
「スーパーせと」に代わって三原 - 今治航路に就航。
引退後、大生汽船に売船、「みしま8号」として就航。
- せとひめ (2代)

2003年竣工、瀬戸内クラフト建造。
18.00総トン、全長17.00m、幅3.70m、深さ1.70m、いすゞ UM6HE1TCY×2基、機関出力265kW×2、最大速力30.20ノット、旅客定員43名
- ゆきひめ

2010年竣工、大本造船建造。
19総トン、全長17.97m、全幅3.99m、機関出力420PS×2、航海速力21ノット、旅客定員67名